# Viorica Dumitru
Viorica Dumitru (Bucareste, 4 de agosto de 1946) é uma ex-canoísta de velocidade romena na modalidade de canoagem.

## Carreira
Foi vencedora das medalhas de bronze em K-1 500 m e em K-2 500 m em Cidade do México 1968 e em Munique 1972, respetivamente.